# 多瑙河畔费德基兴
多瑙河畔费德基兴是奥地利上奥地利州乌尔法尔城郊县的一个市镇。总面积39平方公里，总人口5220人，人口密度133.8人/平方公里（2005年）。